# Тангус, Чарльз
Чарльз Тангус — кенийский легкоатлет, который специализировался в беге на длинные дистанции. Бронзовый призёр чемпионата мира по полумарафону 1995 года в личном первенстве — 1:01.50. Занял 7-е место на Бостонском марафоне 1996 года. В 2003 году занял 8-е место на Туринском марафоне с результатом — 2:18.29.

## Достижения
- Победитель Берлинского полумарафона 1996 года — 1:02.50
- Победитель Гонконгского марафона 1999 года — 2:17.00